# Exodus '04
Exodus '04 è il terzo singolo in lingua inglese della cantautrice Utada, estratto dal suo primo album in lingua inglese, Exodus, pubblicato il 21 giugno 2005.

## Il brano
Il brano è stato scritto e composto da Utada insieme al produttore e rapper Timbaland. Riuscì ad arrivare alla posizione 24 della Billboard Hot Dance/Club Airplay Chart. Così come per Devil Inside, nessun video musicale è stato girato per la promozione di questo singolo.

## Tracce

### CD
1. Exodus '04 (Double J Radio Mix)
2. Exodus '04 (Josh Harris' Elektrik Radio)
3. Exodus '04 (Josh Harris vs. The MPC Radio)
4. Exodus '04 (Josh Harris' Exodus Experience)
5. Exodus '04 (Double J Extended Mix)
6. Exodus '04 (Peter Bailey Dub)
7. Exodus '04 (JJ Flores Dub #1)
8. Exodus '04 (Kriya vs. Velez Progressive Trance Mix)
9. Exodus '04 (Kriya vs. Velez Electro House Mix)
10. Exodus '04 (JJ Flores Dub #2)

### Vinile
Lato A
1. Exodus '04 (JJ Flores Double J Extended Remix)
2. Exodus '04 (JJ Flores Dub #1)

Lato B
1. Exodus '04 (Peter Bailey Dub)

Lato C
1. Exodus '04 (Kriya vs. Velez Electro House Mix)
2. Exodus '04 (Kriya vs. Velez Progressive Trance Mix)

Lato D
1. Exodus '04 (JJ Flores Dub #2)